# Eragrostis exasperata
Eragrostis exasperata är en gräsart som beskrevs av Albert Peter. Eragrostis exasperata ingår i släktet kärleksgrässläktet, och familjen gräs. Inga underarter finns listade i Catalogue of Life.